# Estação Alfornelos
Alfornelos é uma estação do Metropolitano de Lisboa. Situa-se no Município da Amadora, em Portugal, entre as estações Amadora Este e Pontinha da Linha Azul. Foi inaugurada a 15 de maio de 2004 em conjunto com a estação Amadora Este, no âmbito da expansão desta linha à zona da Falagueira, na Amadora.

## Descrição
Esta estação está localizada na Praça Teófilo Braga. O projeto arquitetónico é da autoria do arquiteto Alberto Barradas e as intervenções plásticas da pintora Ana Vidigal. À semelhança das mais recentes estações do Metropolitano de Lisboa, está equipada para poder servir passageiros com deficiências motoras, contando com vários elevadores e escadas rolantes que facilitam o acesso às plataformas.
A estação apresenta uma nave central onde se encontra o átrio central, e por baixo as plataformas. Duas naves laterais perpendiculares à primeira dão acesso às quatro saídas, duas para Este e as outras duas para Oeste. Os pavimentos e acabamentos das paredes são em pedra calcária, azulejo e mosaico porcelânico. Quanto à intervenção plástica de Ana Vidigal, pode-se dizer que pretende sublinhar o tema das viagens; a ideia é passada para os passageiros através da pintura em moldes de costureira modista (em linhas multicolores, tal como publicados em revistas de moda, nomeadamente a alemã Burda) e que pretendem simbolizar também o emaranhado da malha urbana. Estes painéis estão colocados nos tímpanos (paredes dos topos da estação) e nas paredes em frente às escadas rolantes das quatro entradas, de forma a que os passageiros as denotem facilmente.

## Acessos

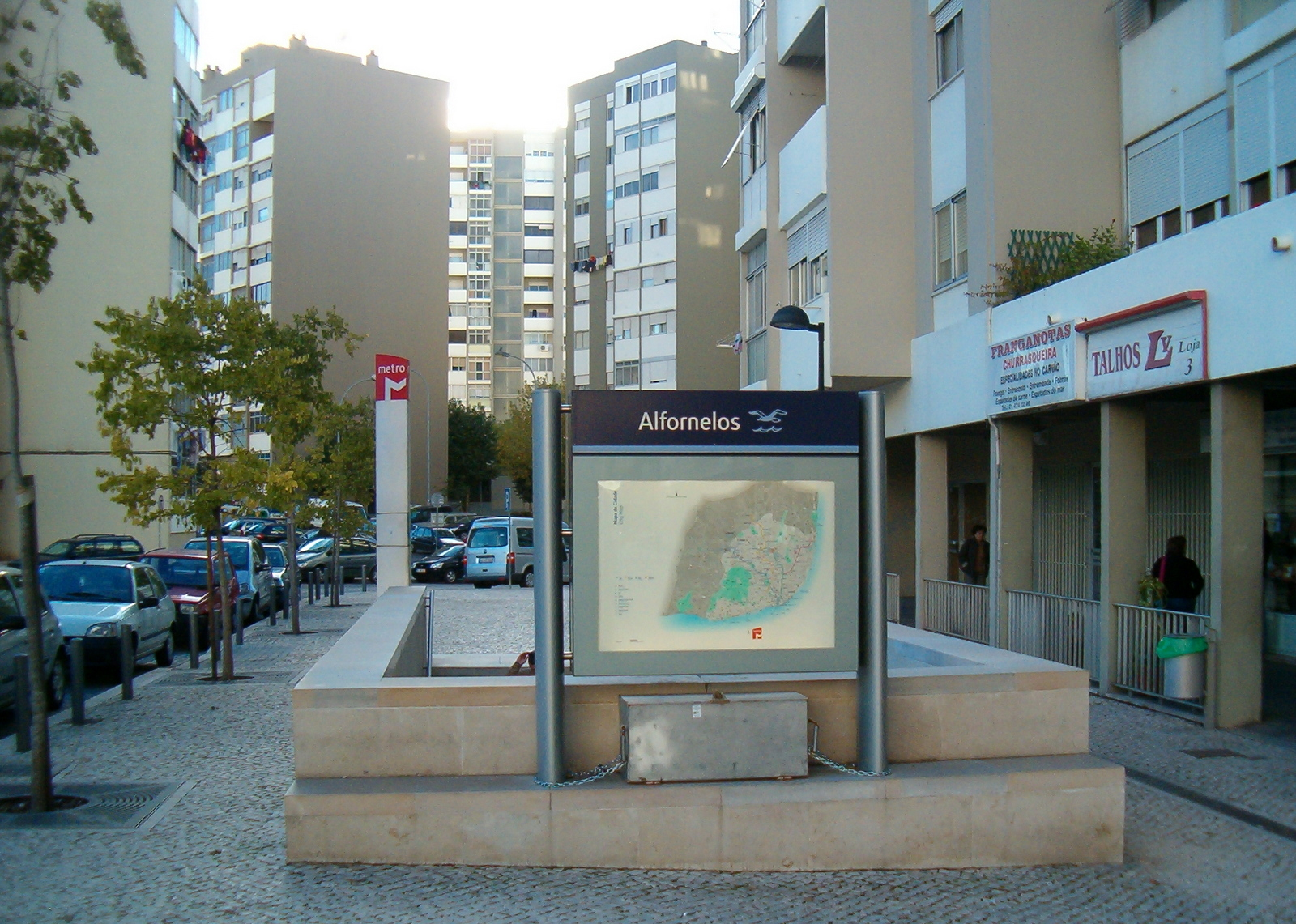
Acesso à superfície (Acesso 1)

Esta estação conta com quatro acessos pedonais e um elevador entre o átrio e a superfície:
- Acesso 1 - está localizado no passeio norte da Praça Teófilo Braga, junto à Rua Capitães de Abril. Está direcionado para sudoeste e conta com escadas pedonais.
- Acesso 2 - está localizado no passeio norte da Praça Teófilo Braga, junto à Rua Damião de Góis. Está direcionado para nordeste e conta com escadas pedonais.
- Acesso 3 - está localizado no passeio sul da Praça Teófilo Braga, junto à Rua Adriano Correia de Oliveira. Está direcionado para nordeste e conta com escadas pedonais.
- Acesso 4 - está localizado no passeio poente da Praça Teófilo Braga, junto à Rua Adriano Correia de Oliveira. Está direcionado para sudoeste e conta com escadas pedonais.
- Elevador - está localizado no passeio norte da Praça Teófilo Braga, direcionado para sudeste.